# Osakis (Minnesota)
Osakis es una ciudad ubicada en el condado de Douglas en el estado estadounidense de Minnesota. En el Censo de 2010 tenía una población de 1740 habitantes y una densidad poblacional de 325,97 personas por km².

## Geografía
Osakis se encuentra ubicada en las coordenadas 45°51′51″N 95°9′7″O / 45.86417, -95.15194. Según la Oficina del Censo de los Estados Unidos, Osakis tiene una superficie total de 5.34 km², de la cual 5.04 km² corresponden a tierra firme y (5.63%) 0.3 km² es agua.

## Demografía
Según el censo de 2010, había 1740 personas residiendo en Osakis. La densidad de población era de 325,97 hab./km². De los 1740 habitantes, Osakis estaba compuesto por el 98.33% blancos, el 0.34% eran afroamericanos, el 0.23% eran amerindios, el 0.34% eran asiáticos, el 0% eran isleños del Pacífico, el 0.06% eran de otras razas y el 0.69% pertenecían a dos o más razas. Del total de la población el 0.69% eran hispanos o latinos de cualquier raza.